# Lasiocala rosalesi
Lasiocala rosalesi är en skalbaggsart som beskrevs av Martinez 1974. Lasiocala rosalesi ingår i släktet Lasiocala och familjen Rutelidae. Inga underarter finns listade i Catalogue of Life.